# 瑞和街

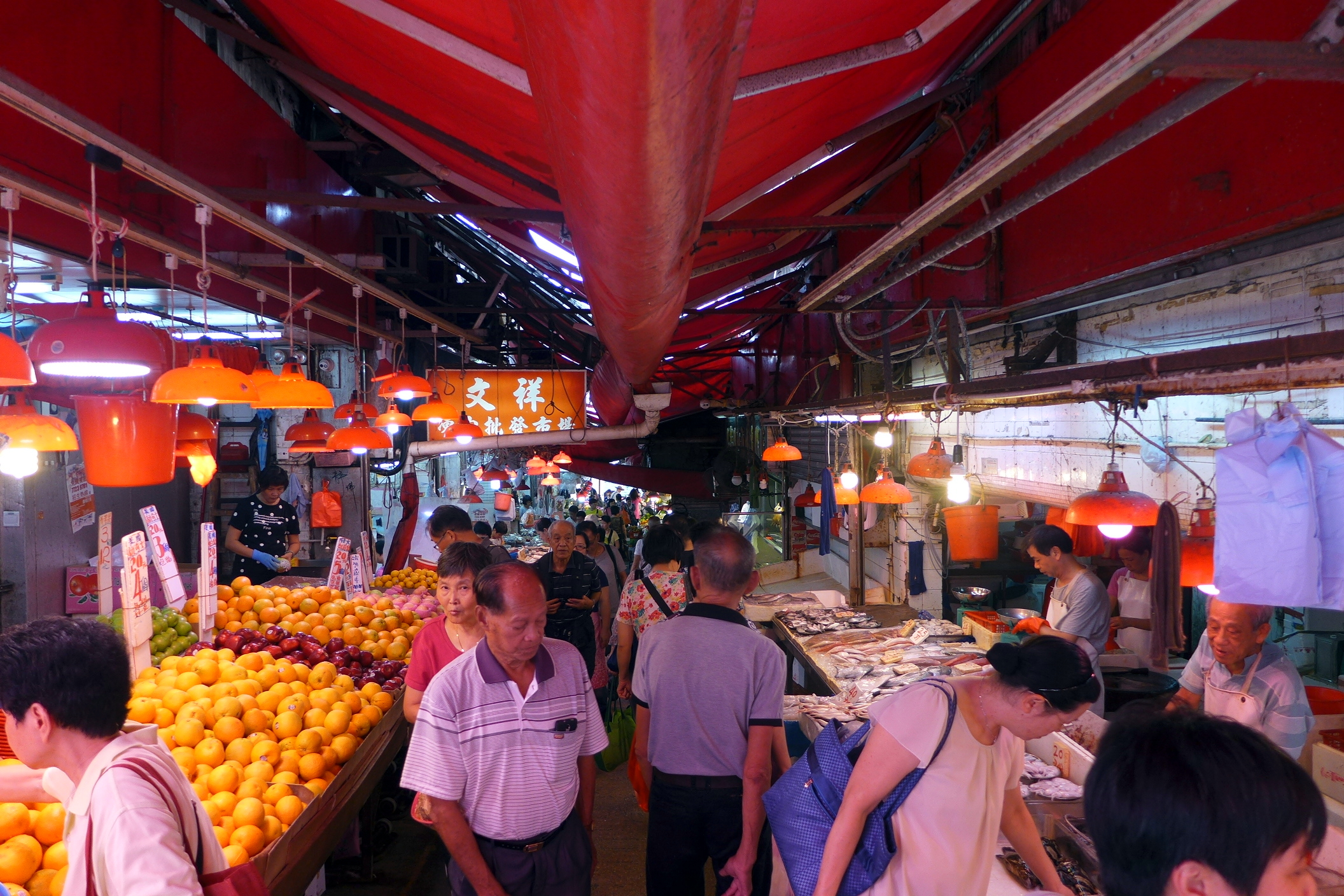
街市人流熙來攘往

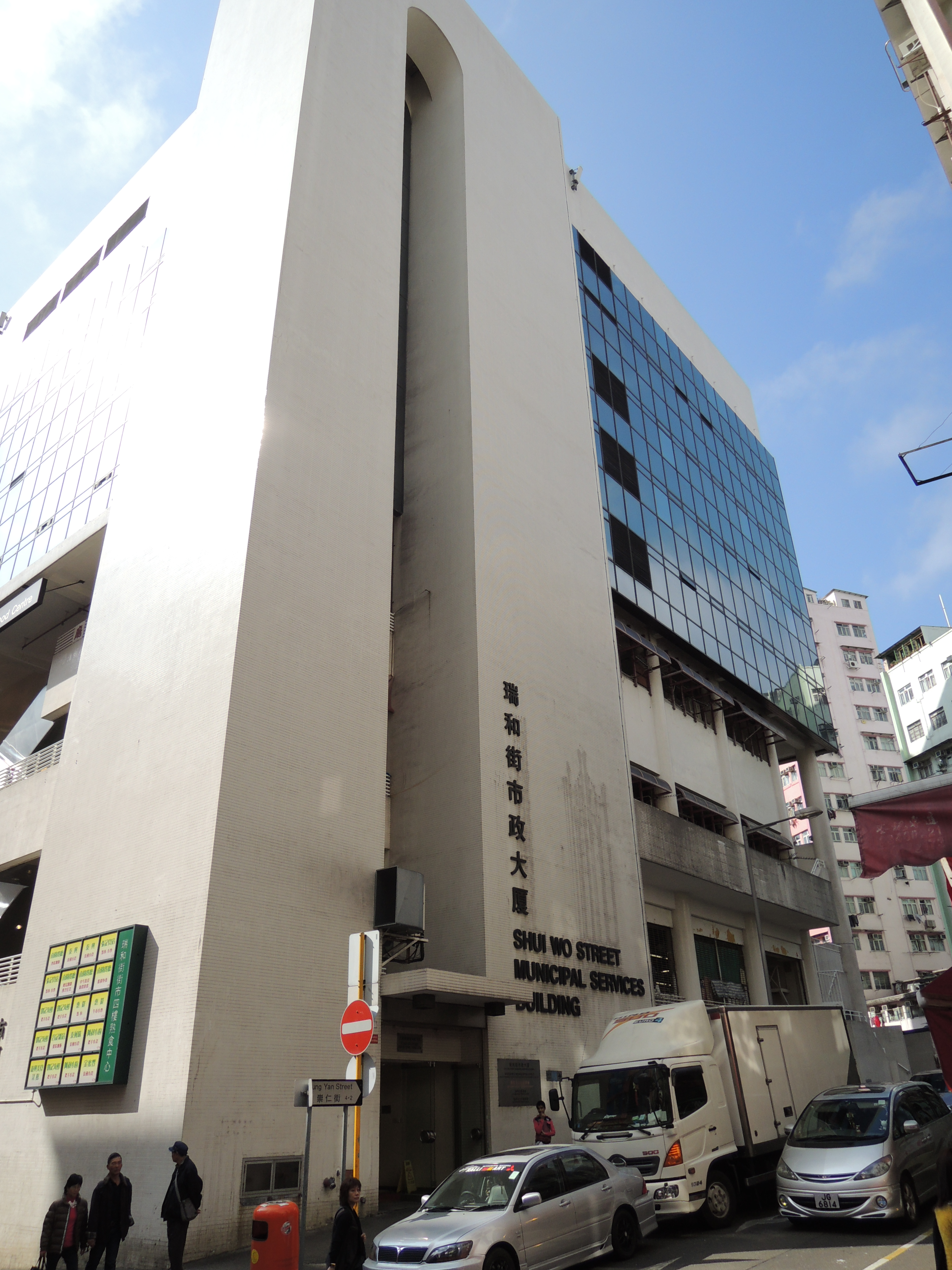
瑞和街市政大廈

瑞和街（英語：Shui Wo Street）是香港的一條街道，位於九龍觀塘區，當地居民稱為瑞和街街市為區內的主要街市，以至觀塘的重要地標之一。

## 街市文化
除了瑞和街市政大廈設有街市外，街道兩旁亦有街市。在瑞和街和協和街之間的小巷經營各式商鋪，包括雜貨攤、麵包糕餅店、首飾及鮮魚、生肉類的攤販，熱鬧非凡。

## 主要建築物
- 瑞和街市政大廈

## 連接街道
（從瑞和街南端起）
- 輔仁街
- 崇仁街
- 瑞寧街
- 嘉樂街
- 雲漢街

## 交通
港鐵
- █  觀塘綫：觀塘站A1出口

巴士
- 可在附近的協和街及觀塘市中心乘車。

小巴
- 九龍非專線小巴45線

往來瑞和街街市至秀茂坪邨秀程樓。